# Portishead
Portishead ([pɔːtɪsˈhɛd], портисхед, потисхед, портишхэд) — британский музыкальный коллектив, играющий музыку в стиле трип-хоп и экспериментальный рок. Группа была образована в Бристоле в 1991 году вокалисткой Бет Гиббонс и двумя мультиинструменталистами Джеффом Бэрроу и Эдрианом Атли, при участии звукоинженера Дэйва МакДональда. Названа в честь родного города Бэрроу Портисхед, расположенного в 12 милях на запад от Бристоля. С тщательно отобранными семплами из живого джаза и намеренно искаженного лоу-фай-звука, группа явилась источником вдохновения многих современных музыкантов, включая гитариста Limp Bizkit Уэса Борланда, звезды хип-хопа Канье Уэста, музыканта Danger Mouse и Земфиры.
Группа считается одним из основных представителей бристольской андеграунд-сцены. Музыку Portishead и творчество других подобных ей по стилю групп чаще всего определяют как трип-хоп, хотя сами участники групп избегают этого термина, аргументируя это попытками массмедиа категоризировать их не поддающееся категоризации творчество. Portishead одни из немногих использовали при записи своих песен (например, «Mysterons» и «Humming») звук терменвокса, используя аналоговые синтезаторы Minimoog и Roland SH09 для имитации звуков этого инструмента.

## История

### Dummy (1994)
Группа стала известной после выпуска короткометражного фильма собственного производства («Убить мертвеца»), саундтрек из которого лег в основу их дебютного альбома. Несмотря на противоречивые отзывы критиков, группа подписывает контракт с лейблом Go! Beat, и их первый альбом Dummy (с англ. — «Кукла») выходит в 1994 году. Существенный вклад в звучание альбома внес гитарист Эдриан Атли, официально присоединившийся к группе вскоре после выхода «Dummy». Альбом был прохладно встречен прессой на родине исполнителей, но был очень удачным как в Европе, так и в Соединенных Штатах (где было продано 150 000 копий ещё до начала гастролей). Журнал Rolling Stone высоко оценил молодую группу, назвав их стиль «готическим хип-хопом». Альбом дал миру три сингла-хита — «Numb», «Sour Times» и «Glory Box». В 2003 году альбом «Dummy» занял 419 строчку в списке 500 величайших альбомов всех времен по версии журнала Rolling Stone. Музыка Portishead использовалась в рекламных роликах на канале Channel 4 и звучала в подростковой драме «Sugar Rush».

### Portishead (1997)
На три года группа пропала из центра внимания, пока в 1997 году не вышел их второй альбом Portishead. Предварял его сингл «All Mine», добравшийся до 10 строчки в чартах Великобритании.
В 1997 году группа дала свой единственный концерт с аккомпанементом симфонического оркестра в Нью-Йорке в концертном зале Roseland Ballroom. Чуть позже в 1998 году вышел концертный альбом «Roseland NYC Live», в основу которого легли оркестровые версии с этого концерта. Вместе с ним вышел и DVD-диск с записью концерта.

### Пауза в творчестве (1999—2005)
Группа сотрудничала с Томом Джонсом в 1999 году в записи трека для его альбома Reload (с англ. — «Перезагрузка»). Последующие несколько лет участники группы были сосредоточены на сольных проектах. В феврале 2005 года, впервые за последние 7 лет, группа заявила о себе на благотворительном концерте Tsunami Benefit Concert в Бристоле. В то же время Бэрроу объявил, что группа находится в процессе записи нового, третьего альбома.
В 2005 году Атли и Бэрроу продюсировали альбом The Invisible Invasion (с англ. — «Невидимое вторжение») группы The Coral. В августе 2006 года музыканты разместили в своем аккаунте MySpace два новых трека («Key Bored 299 03» и «Greek Jam»), которые Бэрроу охарактеризовал как «наброски».

### Third (2008)
2 октября 2007 группа заявила, что новый альбом Third (с англ. — «Третий») уже сведен и готовится к выпуску в начале апреля 2008 (впоследствии релиз был перенесен на конец апреля). В начале декабря 2007 года Portishead возглавили фестиваль All Tomorrow’s Parties, на котором дали два концерта и представили пять своих новых песен — «Silence», «Hunter», «The Rip», «Machine Gun» и «We Carry On».
21 января 2008 года музыканты анонсировали предстоящий тур по Европе в поддержку нового альбома. 14 февраля 2008 года на официальном сайте был размещен трек-лист нового альбома. «Third» был выложен в свободный доступ на Last.fm за неделю до официального выпуска, собрав 327,000 слушателей менее чем за 24 часа. Это был первый раз, когда альбом группы появлялся на Last.fm до официальной даты выпуска. Альбом был выпущен 29 апреля 2008 года, что совпало с выступлением группы на фестивале «Coachella Valley Music and Arts Festival». Альбом предварял сингл «Machine Gun», вышедший 18 марта.

### После выхода Third (2008)
18 мая 2008 года в официальном блоге группы Бэрроу, отвечая на вопрос по поводу записи нового материала, заявил, что он «с нетерпением ожидает возможности записать некоторые новые мелодии». 28 сентября 2009 года Бэрроу объявил «о больших планах» относительно нового проекта группы, намекнув, что альбом следует ожидать не ранее конца 2010 года. 9 декабря 2009 года, ко «Дню защиты прав человека», не дожидаясь нового альбома, был выпущен сингл «Chase the Tear», записанный с целью сбора денег для британской правозащитной организации «Международная амнистия» (Amnesty International). В том же году Джефф Бэрроу продюсировал альбом «Primary Colours» группы The Horrors, а также организовал сайд-проект Beak>, в составе которого были выпущены три альбома — «Beak>» (2009), «>>» (2012) и «>>>» (2018). В 2010 году вышел дебютный альбом проекта Anika, в записи которого также принимал участие Бэрроу совместно с другими музыкантами Beak>.
Летом 2011 года Portishead выступали на многочисленных площадках в Европе. 23 и 24 июля группа была в числе хедлайнеров двух музыкальных фестивалей в Лондоне. В течение октября 2011 Portishead посетили несколько городов в Северной Америке, включая Нью-Йорк, Монреаль, Торонто, Чикаго, Мехико, Лос-Анджелес, Беркли, Сиэтл, Ванкувер и Денвер. Они завершили свой тур выступлениями в Австралии и Новой Зеландии, где Бэрроу в интервью журналу Rolling Stone заявил, что в январе 2012 года начинает работу над новым альбомом, в шутку заметив, что может пройти не одно десятилетие, прежде чем альбом увидит свет.
В 2013 году группа появлялась в числе хедлайнеров фестиваля «Glastonbury Music festival» и совершила тур по Европе. Летом 2014 и 2015 годов Portishead дали несколько концертов в Европе.
Ещё в начале 2000-х до появления «Third» ходили слухи о выпуске нового альбома под названием Alien, но они были опровергнуты официальным заявлением на сайте группы:

«По поводу выхода альбома „Alien“ отмечаем, что произошла путаница. Пожалуйста, имейте в виду, что этот альбом записан не нами. Группа работает в студии над новым материалом, но никаких дат выпуска ещё не намечено. Следите за сайтом, потому что любые планируемые релизы в первую очередь, безусловно, будут анонсированы там.»
Оригинальный текст (англ.)«We have noticed that there is some confusion on an album release called „Alien“. Please be aware that this is NOT a Portishead release. The band are in the studio working on new material now but no release dates are scheduled as yet. Keep an eye on the site as any release plans will of course be announced here first!»

2 мая 2022 года группа выступила на благотворительном концерте War Child Benefit в Бристоле.

## Состав
- Джефф Бэрроу
- Бет Гиббонс
- Эдриан Атли
- Дэйв Макдональд

## Дискография

### Альбомы
- Dummy (Go! Beat, 17 октября 1994)
- Portishead (Go! Beat, 16 сентября 1997)
- Roseland NYC Live (Go! Beat, 1998, концертная запись)
- Third (Island Records, 28 апреля 2008)

### Синглы
- из альбома Dummy
  - Numb (1994)
  - Sour Times (1994)
  - Glory Box (1994)
  - Glory Times (Go! Discs Limited, 1995 макси-сингл)
- из альбома Portishead
  - All Mine (1997)
  - Over (1997)
  - Only You (1998)
- из альбома Third
  - Machine Gun (2008)
  - The Rip (2008)
  - Magic Doors (2008)
- Chase The Tear (2009)